# Wang Dazhi
Wang Dazhi (汪达之, 21 avril 1903 - 27 mars 1980) est un pédagogue chinois.

## Biographie
Wang Dazhi est né à Yi dans la province de l'Anhui en 1903. Il étudie au collège normal Xiaozhuang de Nankin, fondé par Tao Xingzhi. Après son diplôme en 1928, Tao le nomme principal de l'école primaire Xin'an, une école rurale située à Huai'an dans le Jiangsu que Tao avait fondée, et il exerce cette fonction de 1928 à 1935. 
En 1935, Wang Dazhi fonde le Xin'an Lüxing Tuan (groupe de voyage Xin'an) pour tester la philosophie éducative de Tao Xingzhi sur le traitement de la société dans son école et prôner le salut national face à l'agression japonaise. Le 10 octobre 1935, Wang et 14 élèves de l'école primaire quittent Huai'an et commence un voyage de 25 000 km qui prendra 17 ans à travers 22 provinces et Hong Kong. Sur le chemin, ils organisent des rassemblements publics, montrent des films, font du théâtre et de la dance, chantent des chansons, écrivent des articles, et créent des œuvres d'art sur le salut national préconisé et la résistance anti-japonaise. Leur groupe s'élargit à plusieurs centaines de jeunes membres. Ils n'ont pas de structure officielle, mais poursuivent leur éducation par l'enseignement de l'autre, invitent des conférenciers et entreprennent de nouvelles activités telles que le cinéma et la chorégraphie. De célèbres paroliers comme Wang Luobin, Tian Han et Nie Er leur écrivent des chansons. Les membres du groupe sont invités à jouer dans les films de Cai Chusheng. 
Ils s'attirent le patronage de dirigeants politiques et militaires de tous les partis, dont Chen Guofu, Zhou Fohai, Feng Yuxiang, Jiang Qing, Tong Linge, Zhao Dengyu, Fu Zuoyi, Ma Bufang, Wang Luobin, Zhu Shaoliang, Chen Cheng, Zhou Enlai, Guo Moruo, Tian Han, Bai Chongxi, Du Yuming, Li Jishen, Zhang Fakui, Li Kenong, Liao Chengzhi, Liu Shaoqi, Chen Yi, Zhang Aiping (en), Huang Kecheng (en), Su Yu, Rao Shushi et Zhu De. Tao Xingzhi conte les exploits du groupe lors de ses voyages de collecte de fonds à l'étranger. 
Beaucoup des élèves de Wang Xin sont devenus des artistes accomplis, des musiciens, des écrivains et des personnalités importantes du monde artistique chinois, dont deux présidents de l'Académie des arts de Chine.
Après la fondation de la république populaire de Chine en 1949, Wang Dazhi devient président du collège normal Xiaozhuang de Nankin qui avait été fermé pour des raisons politiques en 1930. Il déménage ensuite à Pékin pour devenir directeur adjoint du Comité de réforme des caractères chinois au ministère de l'Éducation et plus tard à Hainan où il sert comme secrétaire du Parti du Collège des nationalités du Guangdong.
Wang meurt à Pékin en mars 1980 et est enterré près de l'école primaire Xin'an à Huai'an.